# Библиотека Винера
Библиотека Винера — самый крупный в мире архив, занимающийся сбором данных о Холокосте, а также старейшее в мире учреждение, изучающее Холокост, его причины и последствия.
Основана в 1933 году как информационное бюро, информировавшее еврейские общины и правительства по всему миру о преследовании евреев нацистами.
Была преобразована в научно-исследовательский институт после окончания Второй мировой войны.
В настоящее время располагается на Рассел-сквер в Лондоне.

## История
Альфред Винер немецкий еврей, работавший в центральной ассоциации немецких граждан еврейской веры, потратил годы на сбор материалов по подъёму антисемитизма, его архив включал фотографии, письма, журналы и другие материалы, включая учебники и детские игры, записи нацистской пропаганды и расистских доктрин.
В 1933 году Винер бежал из Германии в Амстердам, где он управлял еврейским информационным бюро и был его президентом.
После «Хрустальной ночи» в ноябре 1938 года Винер и его архив переехали в Великобританию.
Коллекция была открыта в Лондоне 1 сентября 1939 года, в день нацистского вторжения в Польшу.
В Лондоне, Центральное информационное бюро функционировало как частная контрразведка.
Винер получал деньги от британского правительства и информировал власти Великобритании о событиях в Германии.
После окончания Второй мировой войны библиотека использовала свои обширные коллекции, чтобы обеспечить материал для Организации Объединённых Наций по военным преступлениям комиссии и привлечения военных преступников к ответственности.
Библиотека публиковала дважды в месяц бюллетень начиная с ноября 1946 года по 1983 годы.
Ещё одной важной задаче в течение 1950—1960-х годов был сбор свидетельств очевидцев, ресурс, который должен был стать важной частью коллекции библиотеки.
Учётные записи были собраны систематически командой интервьюеров.
Во время кризиса в 1974 году было принято решение о переезде части коллекции в Тель-Авив.
В ходе подготовки к этому большая часть коллекции была скопирована на микрофильмы.
Планы переехать были изменены в 1980 году после того, как транспортировка архива уже началась.
В результате книжный фонд библиотеки переехал в Тель-Авивский университет, а Лондонская библиотека сохранила микрофильмы.
Сегодня библиотека Винера зарегистрирована как благотворительная организация в соответствии с английским правом.